# Шах Алам II
Шах Алам II (*25 червня 1728 —19 листопада 1806) — 16-й падишах з династії Великих Моголів у 1759–1806 роках (з невеличкою перервою у 1788 році). Наприкінці життя опинився під владою Британської Ост-Індської компанії.

## Життєпис
При народженні отримав ім'я Алі Ґаухар. Був сином падишаха Аламґіра II. Протягом нетривалого правління батька намагався протидіяти амбіціям великого вазиря Феруза Джанзі III. у 1759 році під час різанини у делійському  Червоному форті  зміг врятуватися. Знайшов прихисток в Ахмед-шаха Абдалі. Того ж року з афганським військом рушив на Делі. Його на допомогу прийшов Шуджа-уд-даула, набоб Ауда. Зрештою скинув падишаха Шах Джахана III й сам обійняв трон. У 1761 році при допомозі афганців завдав поразку маратхам у битві при Паніпаті.
Прийняв ім'я Шах Алама II. Відразу після отримання влади утворив велику коаліцію проти Мір Джафара, набоба Бенгалії, та Феруза Джанги III. На допомогу падишахові прийшов загін французів та родич Мір Джафара — Мір Касим. Протягом 1760–1761 років відбулася низка битв, які дозволили відновити владу імперії у Біхарі та частково у Бенгалії й Оріссі. Новий набоб Мір Касим визнав владу падишаха Шах Алама. Незабаром останній втрутився у конфлікт між Мір Касимом та Британською Ост-Індською компанією. Вирішальна битва відбулася 22 жовтня 1764 році при Буксарі (сучасний штат Біхар) з англійським військом на чолі з Гектором Монро, яке здобуло перемогу. Ще напередодні битви Шах Алам погиркався із союзниками — набобами Ауда та Бенгалії — й вступив у перемовини з англійцями.
Поразка Шах Алама II та його союзників призвела до піписання Алахабадської угоди з компанією, згідно з якою падишах надавав Роберту Клайву та Британській Ост-Індській компанії право дивану (керування та збір податків) Бенгалії та Біхару в обмін на сплату 20 млн срібних рупій, податки з населення у 20 млн осіб компанія залишала собі.
У 1771 році укладає угоду з маратхами, які у 1772 році допомгли Шах Аламу звільнити Делі від афганців. Втім уже у 1773 році розпочалося нове протистояння падишаха з маратхами. У 1774 році британці завдали поразки набобу Ауда й відмовилися сплачувати гроші відповідно до Алахабадської угоди. Того ж року вони офіційно захопили Бенгалію.
Втім у 1770-х роках шах Алам планував відновити силу імперії. Перш за все було проведено військову реформу. Переозброєно піхоту, в якій підвищено дисципліну, а саму озброїли мушкетами. Армія стала менш залежною від слонів, які довели свою неефективність у тогочасних умовах. Незабаром могольська армія зуміла встановити контроль над землями від Срінаґара до Ахалабада і Гваліора.
Цій армії вже у 1778–1783 роках довелося вести запеклі війни із сикхами. Війна тривала з перемінним успіхом. Зрештою вдалося відбити цю загрозу завдяки талантам великого вазиря Мірзи Наджаф-хана. Втім, після смерті останнього у 1782 році Шах Алам поступово загруз у палацових інтригах. Внаслідок зрадницьких дій нового візира Маджад-уд-даули до імперії вдерлася афганська армія на чолі із Гулям Кадиром, який захопив та пограбував Делі. Після цього наказав осліпити падишаха й поставив новим правителем мірзу Байдар Бакта. Втім уже невдовзі при підтримці вірних емірів та маратхських князів Скіндіїв владу Шах Алама у Делі було відновлено. Однак імперія вже була остаточно знищена.
У 1803 році в розпал наполеонівських війн британці вдерлися до північної Індії, побоюючись переходу Шах Алама II на бік французів. 14 вересня у битві при Делі були розбиті останні союзники падишаха. Слід за цим Шах Алам визнав покровительство Британської Ост-Індської компанії, передавши усю владу в Делі. Натомість він зберіг титул падишаха, а від компанії отримував щорічну пенсію. Помер 19 листопада 1806 року.